# Antônio Wanderley Navarro Pereira Lins
Antônio Wanderley Navarro Pereira Lins (Brejo da Madre de Deus, 10 de dezembro de 1855 — Florianópolis, 27 de fevereiro de 1923) foi um advogado, promotor, juiz e político brasileiro.
Bacharelou-se em ciências jurídicas e sociais, pela Faculdade de Direito do Recife, em novembro de 1882, ano em que aderiu à causa abolicionista. Logo depois de formado foi nomeado promotor público da comarca de Tacaratu, Pernambuco. Em 1884, migrou para o Espírito Santo, onde foi juiz de direito em Serra e Nova Almeida. Depois transferiu-se para Santa Catarina, sendo nomeado, em meados de 1891, juiz de direito da comarca de Lages. Em 1901, foi nomeado Procurador Geral do Estado, pediu exoneração no mesmo ano. Exerceu a função de juiz em Brusque, Itajaí e Florianópolis. Em 1909 foi nomeado desembargador do Tribunal de Justiça de Santa Catarina, função que exerceu até 1911. 
Em 1913 assumiu a presidência do Tribunal de Justiça de Santa Catarina (TJSC), cargo no qual permaneceria até 1917. Em 1915, na ausência do governador Felipe Schmidt, foi governador interino do Estado de Santa Catarina de 20 a 24 de junho. Transferiu a chefia do Executivo catarinense, também interinamente, a João Guimarães Pinho, até a volta de Felipe Schmidt ao governo.
Aposentou-se em 1919. Faleceu em Florianópolis, no dia 27 de fevereiro de 1923.
Casou-se, em julho de 1880, no Recife, com Idalina Wanderley Navarro Lins, com quem teve filhos.